# Список населённых пунктов Пинежского района
*Административные центры указаны жирным шрифтом
- Муниципальное образование «Веркольское»
  - Веркола
  - Летопала
  - Лосево
  - Новый Путь
  - Смутово
- Муниципальное образование «Карпогорское»
  - Айнова
  - Ваймуша
  - Карпогоры
  - Марьина
  - Церкова
  - Шардонемь
  - Шотова
- Муниципальное образование «Кеврольское»
  - Едома
  - Кеврола
  - Киглохта
  - Немнюга
- Муниципальное образование «Кушкопальское»
  - Еркино
  - Кушкопала
  - Пачиха
- Муниципальное образование «Лавельское»
  - Заедовье
  - Занаволок
  - Лавела
  - Новолавела
  - Репище
  - Ручьи
  - Явзора
- Муниципальное образование «Междуреченское»
  - Междуреченский
  - Привокзальный
  - Сога
  - Шангас
- Муниципальное образование «Нюхченское»
  - Занюхча
  - Кучкас
  - Нюхча
- Муниципальное образование «Пинежское»
  - Березник
  - Валдокурье
  - Вешкома
  - Вижево
  - Воепала
  - Вонга
  - Голубино
  - Заборье
  - Заозерье
  - Каргомень
  - Красная Горка
  - Красный Бор
  - Кривые Озера
  - Крылово
  - Кулогора
  - Кулой
  - Малетино
  - Окатово
  - Пепино
  - Першково
  - Петрова
  - Пильегоры
  - Пинега
  - Сояла
  - Тайга
  - Холм
  - Холм
  - Цимола
  - Чушела
  - Щелья
  - Юрола
- Муниципальное образование «Пиринемское»
  - Веегора
  - Водогора
  - Городок
  - Кочмогора
  - Кусогора
  - Пиринемь
  - Чакола
  - Чешегора
  - Шаста
  - Шеймогоры
  - Широкое
  - Шотогорка
- Муниципальное образование «Покшеньгское»
  - Большое Кротово
  - Кобелево
  - Красное
  - Лохново
  - Малое Кротово
- Муниципальное образование «Сийское»
  - Сия
  - Сылога
- Муниципальное образование «Сосновское»
  - Кулосега
  - Мамониха
  - Сосновка
  - Сульца
  - Шиднема
- Муниципальное образование «Сурское»
  - Гора
  - Городецк
  - Горушка
  - Засурье
  - Марково
  - Оксовица
  - Осаново
  - Остров
  - Пахурово
  - Пимбера
  - Прилук
  - Слуда
  - Сура
  - Холм
  - Шуйга
  - Шуломень
- Муниципальное образование «Труфаногорское»
  - Березник
  - Вальтево
  - Высокая
  - Заозерье
  - Конецгорье
  - Матвера
  - Михеево
  - Печгора
  - Подрадье
  - Почезерье
  - Труфанова
  - Усть-Поча
  - Чикинская
  - Юбра
- Муниципальное образование «Шилегское»
  - Березник
  - Земцово
  - Русковера
  - Таёжный
  - Шилега
  - Ясный